# Tirgo
Tirgo tỉnh và cộng đồng tự trị La Rioja, phía bắc Tây Ban Nha. Đô thị này có diện tích là 9,14 ki-lô-mét vuông, dân số năm 2009 là 232 người với mật độ 25,38 người/km². Đô thị này có cự ly 50 km so với Logroño.